# Niestanka
Niestanka – staropolskie imię żeńskie, złożone z dwóch członów: nie- (negacja) i -stanka ("stać"). Mogło powstać przez negację imion z pierwszym członem Stani- albo pochodzić od imienia Nestor (w staropolszczyźnie Nieścior). Imię to zostało odnotowane w dawnych dokumentach w 1265 roku. 
Męski odpowiednik: Niestek.
Niestanka imieniny obchodzi 7 kwietnia.